# 歴史街道 (テレビ番組)
『歴史街道』（れきしかいどう）は、朝日放送（ABCテレビ）と東通企画制作の紀行番組・ミニ番組。「〜ロマンへの扉〜」というサブタイトルが付いている。ハイビジョン制作でアナログ放送ではレターボックス放送。定期番組としては2009年3月27日で終了し、2009年4月以降は年2回、30分の単発番組として放送している｡本項では、近畿地方とその周辺のケーブルテレビ局で放送されている紀行番組『歴史街道〜わたしたちのまちの歴史と文化〜』についても述べる。

## 概要
近畿地区とその周辺8府県（近畿2府4県、三重県、福井県）のうち一地域にスポットを当て、旅人がその土地を訪れる映像や、土地の歴史的名所・文化財などの映像の上に、道上洋三のナレーションが流れる構成となっている。
番組の基本方針は、歴史資源を利用した環境整備や市民参加型のまちづくり等を進めるプロジェクト「歴史街道推進協議会」の活動に連動している。
定期番組として放送されていた時代は、5分間のミニ番組として放送された。週ごとにひとつの地域にスポットを当て、1週間をひとまとまりとして、月 - 金曜日の5回の放送に分けて、その地域の歴史・文化などを紹介していた。

## 出演者
- ナレーション：道上洋三（朝日放送エグゼクティブ・アナウンサー）
- 旅人 - 朝日放送所属アナウンサー、タレントや一般公募の人などが出演。

## 放送時間
（定期放送時代：2009年3月まで）
- 朝日放送（制作局）：月 - 金曜日 18:54 - 19:00（再放送 4:55 - 5:00）
- 水曜日にプロ野球・阪神タイガース戦のナイター中継がある場合は36分繰り上げて18:18 - 18:24に放送していた[2]。
- テレビ朝日系列の各放送局でも放送を行っている場合があり、テレビ朝日でも放送終了前（事実上翌日未明）に放送されていた時期がある（放送中にCM枠が一切入らなかった）。
- 朝日放送の関連会社のスカイ・A sports+（CS放送）でも放送を行っていた。
- 開始当初は同局の番組『ニュースステーション』の直前枠（21:54 - 22:00）に放送していたが、2000年4月から『ニュースステーション』が21:54開始（6分繰り上げおよび5分短縮）に変更となったことに伴い、放送時間が6分繰り上がった（21:48 - 21:54）。その1年半後の2001年10月には21時台の番組のフライングスタート取りやめに伴い、開始を54分早めた（20:54 - 21:00）。そして、2002年4月に大阪ガス提供ミニ番組枠設置に伴う編成見直しにより18:54開始となった。

## 歴史街道〜わたしたちのまちの歴史と文化〜
『歴史街道〜わたしたちのまちの歴史と文化〜』（れきしかいどう〜わたしたちのまちのれきしとぶんか〜）は、近畿地区とその周辺（近畿2府4県・三重県・鳥取県）のケーブルテレビ局で放送されている、ケーブルテレビ局と歴史街道推進協議会との共同制作によるリレー番組で、地域の歴史や文化などを紹介する15分番組。歴史街道のルートにてサービスエリアを行うケーブルテレビ局と歴史街道推進協議会が協力して制作。番組制作は各局がローテーション制で行う。なお歴史街道推進協議会には朝日放送グループホールディングスも参加しているが、「〜ロマンへの扉〜」と異なり本番組の制作には朝日放送（ABCテレビ）および東通企画は関与していない。

### 放送局
- 全関西ケーブルテレビジョン
- ZTV
- 伊賀上野ケーブルテレビ
- JCOM
- 姫路ケーブルテレビ
- 近鉄ケーブルネットワーク
- BAN-BANネットワークス
- アドバンスコープ
- テレビ岸和田
- ベイ・コミュニケーションズ